# Portugiesische Botschaft in Berlin

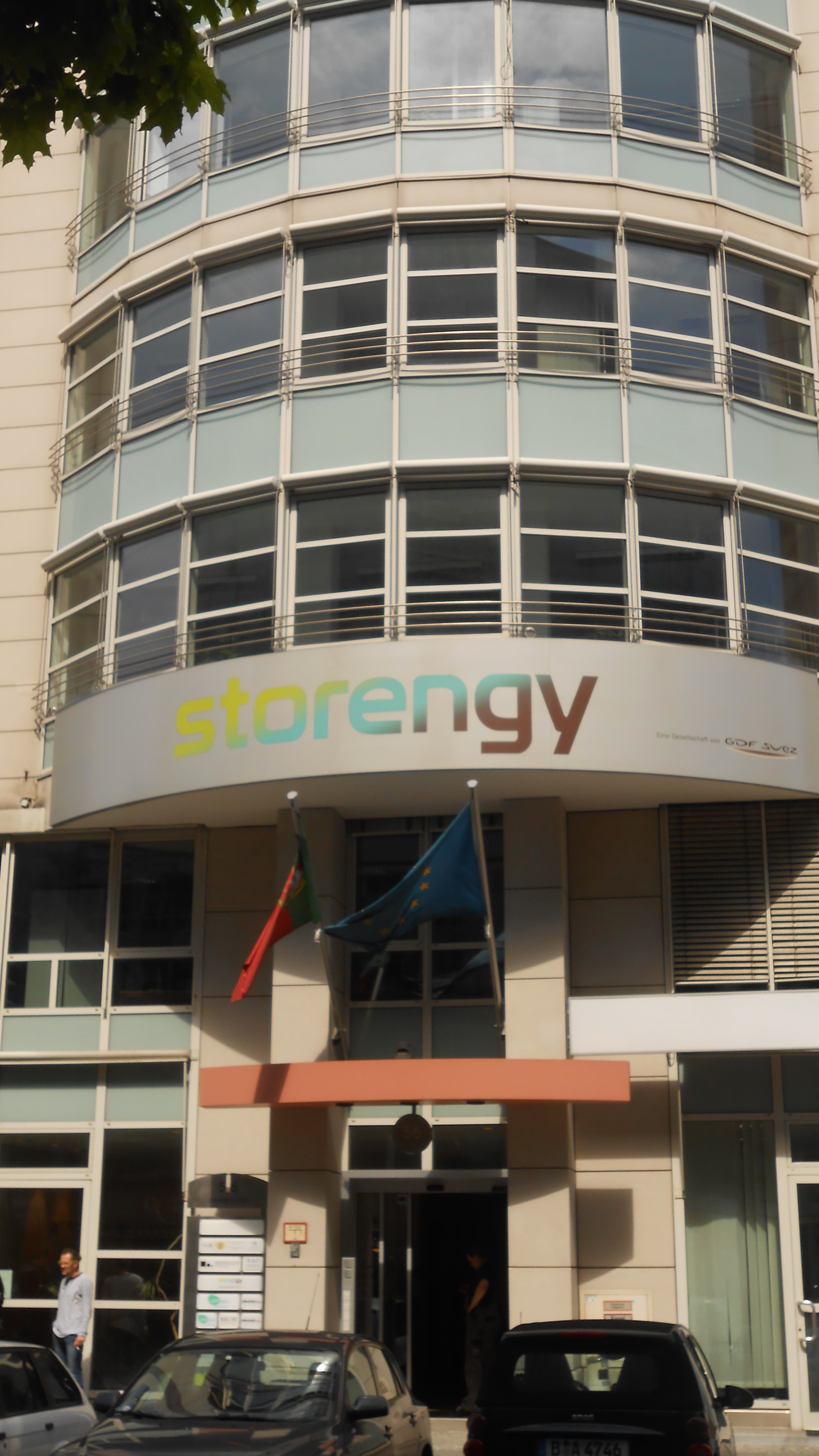
Botschaft in der Zimmerstraße in Berlin-Mitte

Die portugiesische Botschaft in Berlin (offiziell Botschaft Portugals in Deutschland, Embaixada de Portugal na Alemanha) ist der Hauptsitz der diplomatischen Vertretung Portugals in Deutschland. Das Botschaftsgebäude befindet sich in der Zimmerstraße 56 im Ortsteil Mitte des gleichnamigen Bezirks.
Botschafterin ist seit dem 26. Mai 2025 Maria Madalena Lobo Carvalho Fischer.
Portugal unterhält Generalkonsulate in Düsseldorf, Hamburg und Stuttgart (letzteres mit einer Außenstelle in Hattersheim am Main) sowie ein Honorarkonsulat in Schondorf.

## Geschichte der diplomatischen Beziehungen
Am 10. November 1952 nahmen Portugal und die Bundesrepublik Deutschland diplomatische Beziehungen auf. 1956 wurde eine portugiesische Vertretung im Rang einer Botschaft in Bonn eröffnet. Bis zu ihrem Umzug nach Berlin im Jahr 1999 befand sie sich in der Ubierstraße 78 im Ortsteil Godesberg-Villenviertel. Das Gebäude dient heute als Bürogebäude.
Seit dem 19. Juni 1974 bestanden diplomatische Beziehungen zwischen Portugal und der DDR. Sie endeten mit der deutschen Wiedervereinigung im Jahr 1990. Die Botschaft befand sich in der Otto-Grotewohl-Straße 3a (jetzt Wilhelmstraße 66) in Berlin-Mitte.
Aufgrund des Umzugs von Bundestag und Regierung nach Berlin verlegte auch die portugiesische Botschaft ihren Sitz in die neue deutsche Hauptstadt. Ihr Sitz befindet sich in der Zimmerstraße 56 in Berlin-Mitte.

## Gebäude
Das Gebäude ist Teil des Neubauareals des Mosse-Zentrums. Es wurde 1992 bis 1996 nach Entwürfen der Architekten Henning Drinhausen und Peter Kolb errichtet.